# Jens Jonsson
Jens Artur Jonsson, född 28 augusti 1974 i Umeå, är en svensk manusförfattare och regissör.

## Biografi
Jonsson växte upp i Obbola i Umeå kommun. Han flyttade till Stockholm och studerade där grafisk design på Konstfack. 1994–1998 studerade han på regilinjen vid Dramatiska Institutet. Han filmdebuterade 1999 med kortfilmen Avrättningen, vilken vann pris för bästa kortfilm vid Stockholms filmfestival. Debuten följdes upp med Färd (2000) och Reparation (2001). Den senare belönades med bland annat en Silverbjörn vid Berlins filmfestival och andra pris vid Filmfestivalen i Cannes. Under 2002 följde kortfilmerna Gömd i tiden, Bror min och K-G i nöd och lust och även dessa mottog flera priser, bland annat i Cannes och Berlin.
En strid ström av kortfilmer följde under 2003, A Changed Man, Spaden och Utvecklingssamtal. Spaden belönades med pris för bästa kortfilm vid Palm Springs International Festival of Short Films i Palm Springs i Kalifornien och Utvecklingssamtal med två priser vid Tammerfors filmfestival. Utvecklingssamtal nominerades även till en Guldbagge.
Under 2004 utkom kortfilmerna Fragile och Stenjäveln. Fragile belönades med Stora novellfilmspriset 2004 och nominerades även till en Guldbagge för bästa kortfilm. 2005 gjorde Jonsson debut som TV-serieregissör med God morgon alla barn, för viken han belönades med pris för bästa regi vid en festival i Reims 2007. 2005 skrev Jonsson även manus till Lisa Munthes kortfilm Parasiten. 2006 utkom kortfilmen Linerboard, vilken samma år belönades med Canal+ pris vid Nordisk Panorama i Århus. 2007 skrev Jonsson manus till Mani Maserrats långfilm Ciao Bella.
Jonsson gjorde 2008 sin långfilmsdebut med Ping-pongkingen. Filmen vann en rad priser på internationella filmfestivaler, däribland juryns stora pris vid Sundance Film Festival. 2009 skrev han manus till Jörgen Bergmarks långfilm Det enda rationella och 2011 till Adam Bergs kortfilm In. 2013 skrev han manus till filmen Vi och regisserade den tredje filmen i Snabba Cash-trilogin, Snabba Cash – Livet deluxe.

### Privatliv
Jonsson är gift med koreografen Anna Vnuk och tillsammans har de två barn.

## Filmografi

### Regi
- 1999 – Avrättningen
- 2000 – Färd
- 2001 – Reparation
- 2002 – Bror min
- 2002 – Gömd i tiden (Verner)
- 2002 – K-G i nöd och lust
- 2003 – A Changed Man
- 2003 – Spaden
- 2003 – Utvecklingssamtal
- 2004 – Fragile
- 2004 – Stenjäveln
- 2005 – God morgon alla barn
- 2006 – Linerboard
- 2008 – Ping-pongkingen
- 2010 – Dreaming in Mono (TV-serie)
- 2013 – Snabba Cash 3
- 2019 – Spionen
- 2023 – Slutet på sommaren (TV-serie)

### Manus
- 1999 – Avrättningen
- 2001 – Reparation
- 2002 – Bror min
- 2002 – K-G i nöd och lust
- 2003 – A Changed Man
- 2003 – Spaden
- 2003 – Utvecklingssamtal
- 2004 – Fragile
- 2004 – Stenjäveln
- 2005 – Parasiten
- 2006 – Linerboard
- 2007 – Ciao Bella
- 2007 – Kapten Sverige
- 2008 – Ping-pongkingen
- 2008 – Det enda rationella
- 2010 – Dreaming in Mono (TV-serie)
- 2011 – Fisken
- 2011 – In
- 2013 – Snabba Cash 3
- 2013 – Vi

## Priser och utmärkelser
| År   | Film/TV-serie        | Pris                                                                     |
| ---- | -------------------- | ------------------------------------------------------------------------ |
| 1999 | Avrättningen         | Bästa kortfilm vid Stockholms filmfestival                               |
| 2002 | Reparation           | Andra plats i Cinefondation Award vid Filmfestivalen i Cannes            |
| 2002 | Reparation           | Silverbjörnen vid Berlins filmfestival                                   |
| 2002 | Bror min             | Silverbjörnen vid Berlins filmfestival                                   |
| 2002 | Bror min             | Pris för bästa film vid Capalbio Cinema                                  |
| 2002 | Bror min             | Prix IUP vid Norwegian Short Film Festival                               |
| 2002 | Bror min             | Juryns pris vid Palm Springs International Shortfest                     |
| 2002 | K-G i nöd och lust   | Juryns pris vid Münchens filmfestival                                    |
| 2002 | K-G i nöd och lust   | Bästa manus vid Münchens filmfestival                                    |
| 2002 | K-G i nöd och lust   | Unga talangpriset vid Münchens filmfestival                              |
| 2003 | Spaden               | Bästa kortfilm under 15 minuter vid Palm Springss filmfestival           |
| 2004 | Utvecklingssamtal    | Grand Prix vid Tammerfors filmfestival                                   |
| 2004 | Utvecklingssamtal    | Publikpriset vid Tammerfors filmfestival                                 |
| 2004 | Utvecklingssamtal    | Nominerad till en Guldbagge för bästa kortfilm                           |
| 2004 | Fragile              | Grand Prix vid Odense filmfestival                                       |
| 2004 | Fragile              | Spar Nord Prisen för bästa korta fiktionsfilm vid Århus filmfestival     |
| 2004 | Fragile              | Stora fiktionspriset vid Vila do Conde International Short Film Festival |
| 2004 | Fragile              | Stora novellfilmspriset                                                  |
| 2005 | Fragile              | Nominerad till en Guldbagge för bästa kortfilm                           |
| 2006 | Linerboard           | Canal+ pris vid Nordisk Panorama i Århus                                 |
| 2007 | God morgon alla barn | Bästa regi vid en festival i Reims                                       |
| 2007 |                      | Kurt Linders stipendium                                                  |
| 2008 | Ping-pongkingen      | Cine Sparks Jury Award i Brisbane                                        |
| 2008 | Ping-pongkingen      | Golden Athena Award i Aten                                               |
| 2008 | Ping-pongkingen      | Bästa drama vid Sundance Film Festival                                   |
| 2008 | Ping-pongkingen      | Silver Hugo vid Chicagos filmfestival                                    |
| 2008 | Ping-pongkingen      | The Interfilm Church Prize i Lübeck                                      |
| 2008 | Ping-pongkingen      | Nominerad till Dragon Award vid Göteborgs filmfestival                   |
| 2008 | Ping-pongkingen      | Nominerad till Tiger Award vid Rotterdams filmfestival                   |
| 2009 | Ping-pongkingen      | Juryns specialpris i Montréal                                            |